# Tutta l’Italia
A Tutta l’Italia (magyarul: Egész Olaszország) az olasz Gabry Ponte dala, mellyel San Marinót képviselte a 2025-ös Eurovíziós Dalfesztiválon Bázelben. A dal 2025. március 8-án, a San Marinó-i nemzeti döntőben, a San Marino Song Contesten megszerzett győzelemmel érdemelte ki a dalversenyen való indulás jogát.
A dalt Andrea Bonomo énekli jelöletlenül, és ez szolgált a 2025-ös Sanremói Dalfesztivál főcímzenéjeként.

## Eurovíziós Dalfesztivál
2025. február 25-én vált hivatalossá, hogy a DJ dala bekerült a San Marino Song Contest eurovíziós nemzeti döntő mezőnyébe. A dal a 2025. március 8-án rendezett döntőben a szakmai zsűri szavazatai által összesítésben az első helyet érte el, és megnyerte a versenyt, így ez a dal képviselheti San Marinót az Eurovíziós Dalfesztiválon.
A dalt először a május 13-án rendezett első elődöntőben, fellépési sorrendben tizenegyedikként adták elő, az Azerbajdzsánt képviselő Mamagama Run with U című dala után és az Albániát képviselő Shkodra Elektronike Zjerm című dala előtt. Az elődöntőből sikeresen továbbjutottak a május 17-i döntőbe, ahol fellépési sorrendben huszonötödikként lépett fel, a Franciaországot képviselő Louane Maman című dala után és az Albániát képviselő Shkodra Elektronike Zjerm című dala előtt. A zsűri szavazáson huszonötödik helyen végzett 9 ponttal, míg a nézői szavazáson huszadik helyen végzett 18 ponttal (Olaszországtól maximális pontot kapott), így összesítésben 27 ponttal a verseny utolsó, huszonhatodik helyezettje lett. Érdekesség, hogy ez volt a törpeállam negyedik döntős szereplése, legutóbb 2021-ben jutottak tovább.

## Dalszöveg
| Tutta l’Italia, Tutta l’Italia, Tutta l’Italia Lasciateci ballare con un bicchiere in mano Domani poi ci pentiamo, a dirci ti amo Che qui ci sente Tutta l’Italia, Tutta l’Italia, Tutta l’Italia – A dal refrénje | Egész Olaszország, Egész Olaszország, Egész Olaszország Táncoljunk egy pohárral a kezünkben Aztán holnap megbánjuk, hogy kimondtuk: szeretlek Aki itt van, hallgat minket: Egész Olaszország, Egész Olaszország, Egész Olaszország – A dal refrénje magyarul |

## Galéria

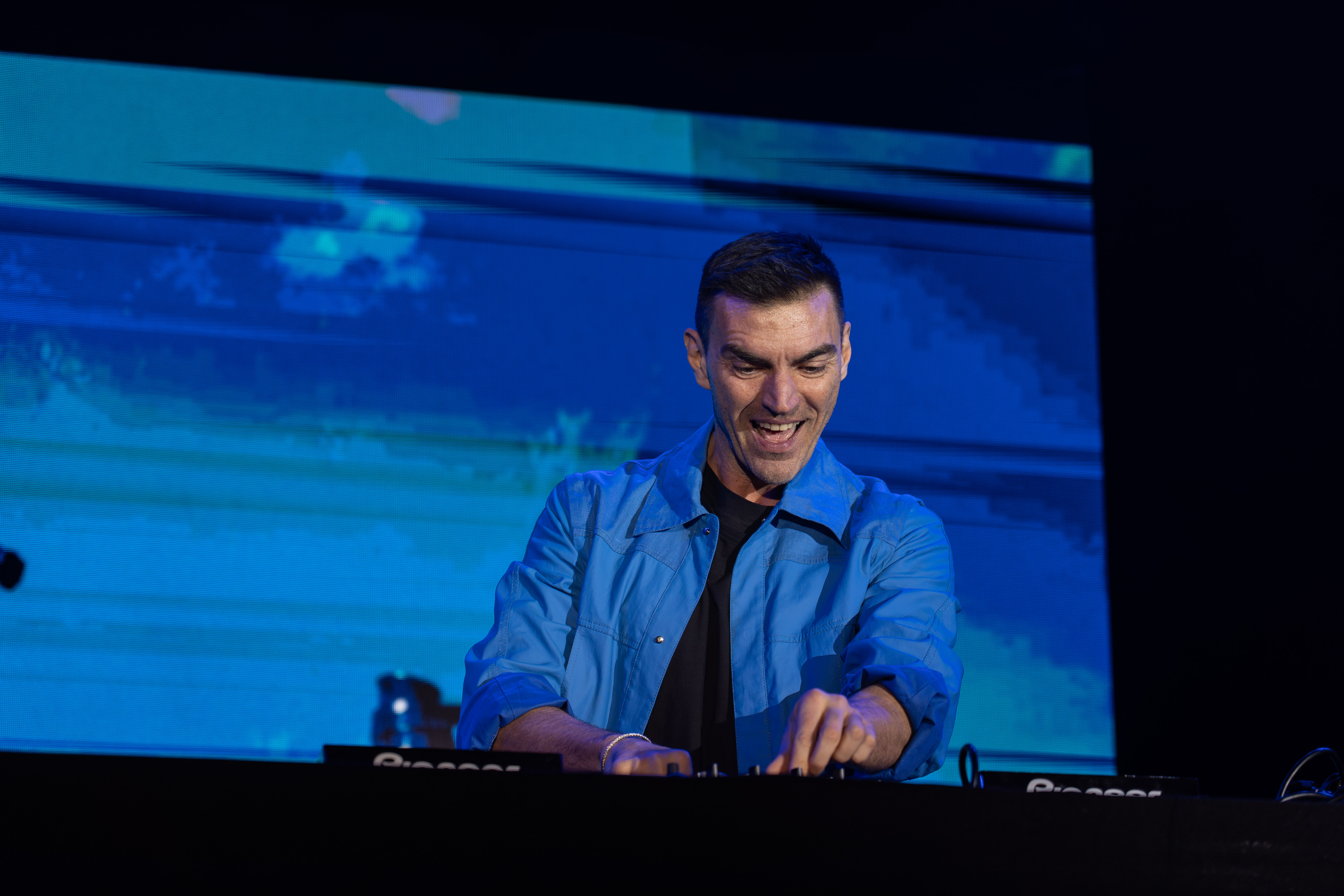
A madridi eurovíziós partin
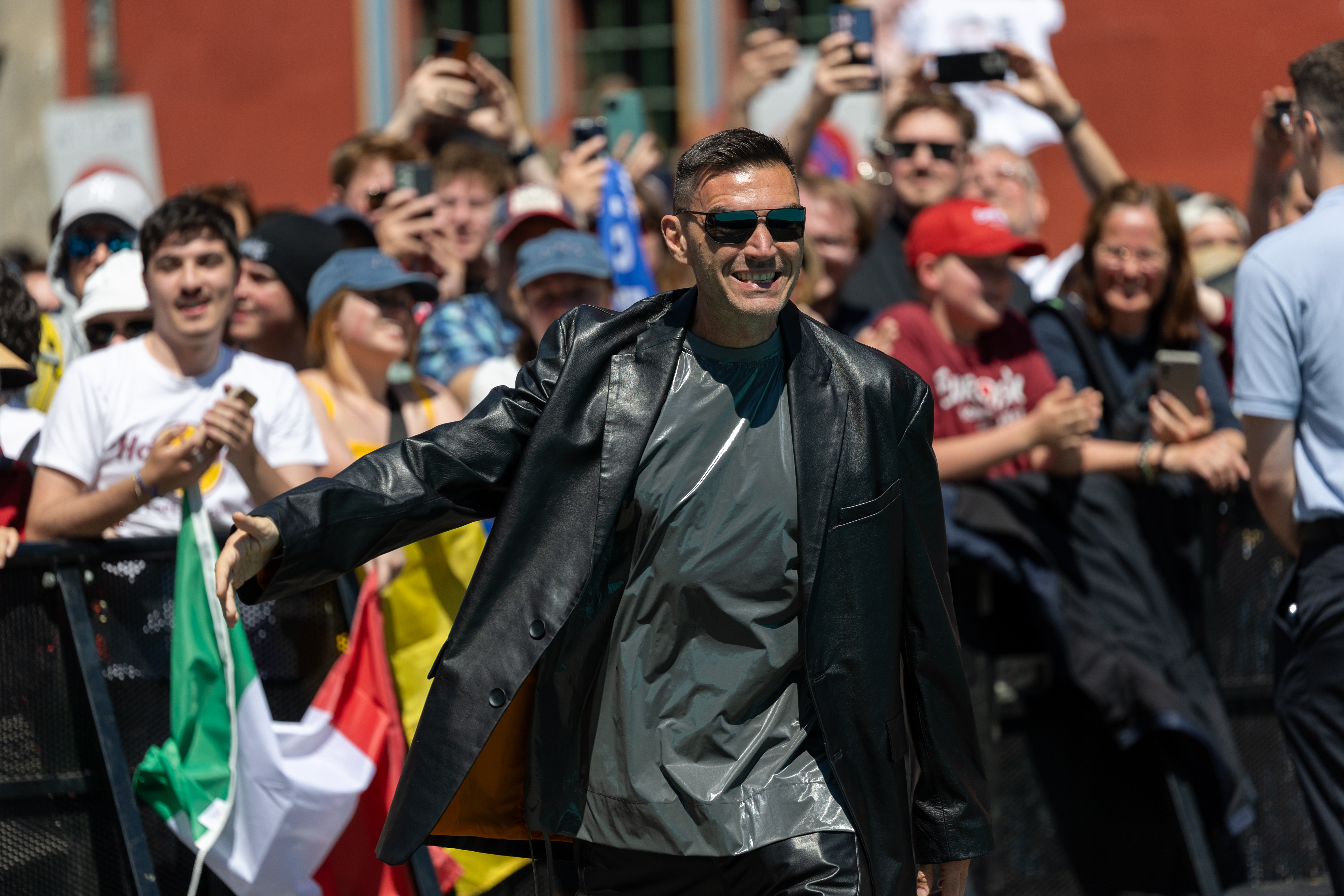
A megnyitóünnepségen
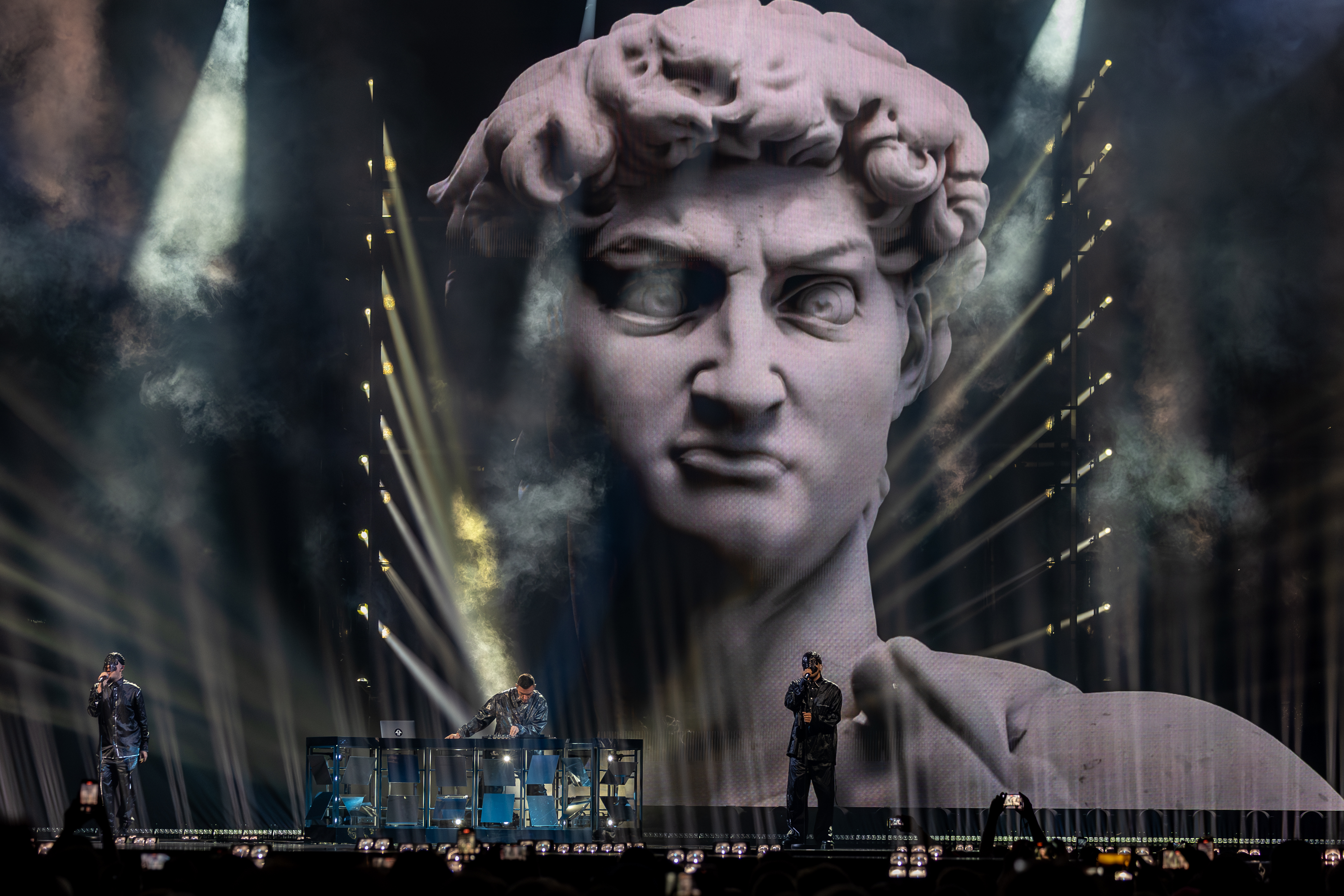
Az elődöntőben
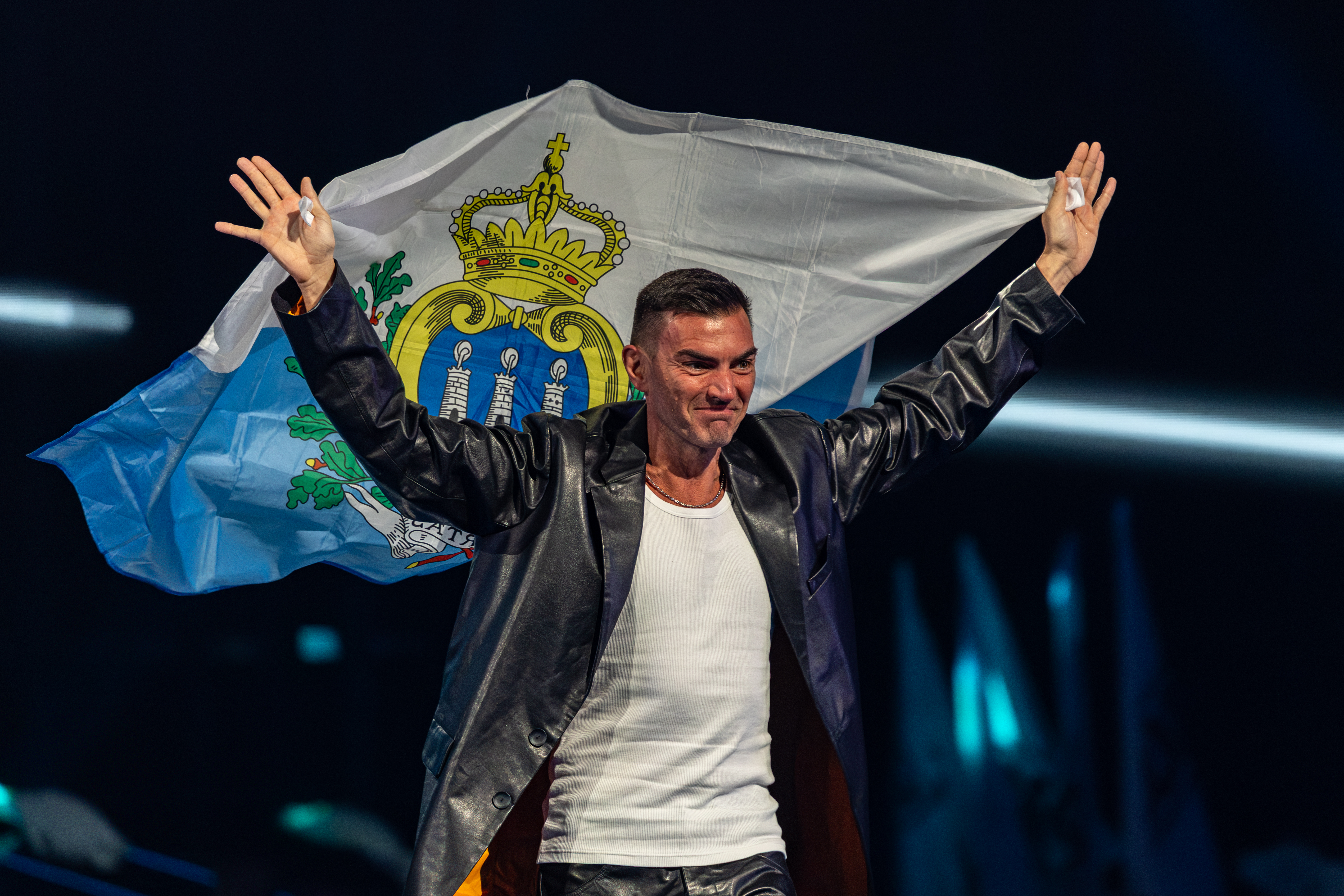
A döntő bevonulásán
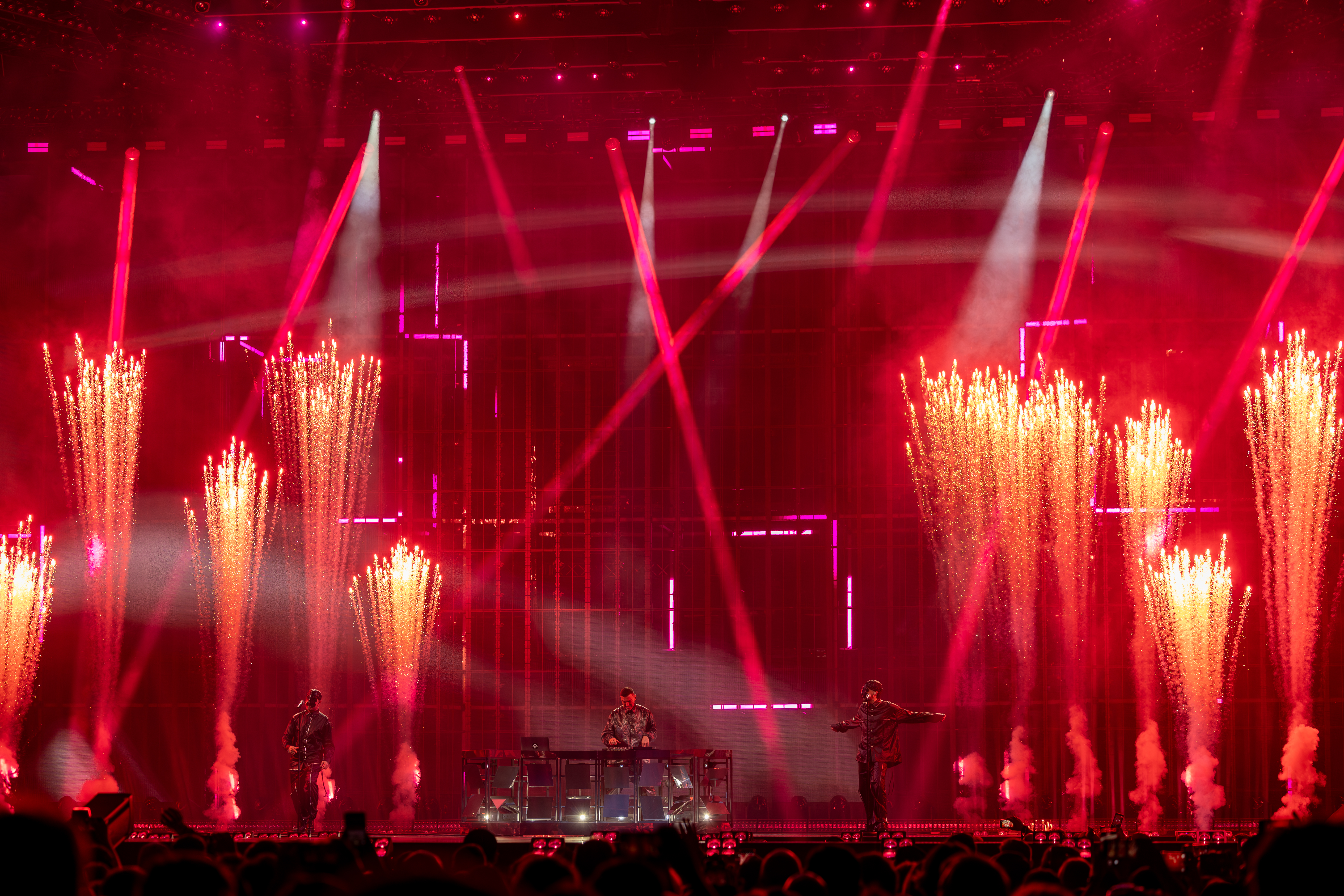
A döntőben